# Pan Solcan
Pan Solcan (n. 25 mai 1924, Botoșana, Suceava – d. 17 noiembrie 2017, București) a fost un romancier român contemporan.
Pan Solcan s-a născut în Botoșana, la 25 mai 1924. Provine dintr-o familie de țărani, descendenți din bejenari transilvăneni. Bejenarii au venit în Nordul Moldovei, la 1763, din împrejurimile Năsăudului (Ilva Mare). Ei s-au așezat într-un sat deja existent, dar proporția lor a ajuns să fie foarte mare (circa nouăzeci la sută din populație).

## Notă biografică
Pan Solcan este fiul lui Porfir Solcan și al Todosiei (născută Leșan). Porfir și Todosia au avut nouă copii. Dintre aceștia au trăit doar patru (trei surori și fratele lor, Pan Solcan). Porfir Solcan a fost activ politic în perioada interbelică. El i-a reprezentat pe țăranii suceveni în structurile democratice ale vremii. A fost constrâns de dificultățile materiale să renunțe la activitatea politică. Avea faima de bun cunoscător al evenimentelor din acele timpuri și de om care îndrăgește cultura.
Iată ce scrie Pan Solcan despre Botoșana: „Nu mă gândesc la satul meu decât ca la un loc al tainelor și al enigmelor nedezlegate până azi: aici s-a născut lumea și tot ce a fost după aceea n-a însemnat decât un adaos. Mă apropii cu sfială de acele locuri, scăldate în lumină, cuprins de un amestec de teamă și uimire, știind că aici totul mai este încă de cucerit și că sunt posibile cele mai neverosimile întâlniri cu mine însumi. De câte ori vin în sat, sunt totdeauna puțin trist și tulburat, mă uit cu ochii mari la cei care mă recunosc, ca și la cum n-aș merita recunoașterea lor. Nu doar copilăria a rămas aici, eu însumi am rămas (am trăit efectiv în sat doar până la 12 ani și apoi toate vacanțele până la 19 ani, iar printr-un accident biografic, încă șase luni, când împlinisem 23 de ani), a rămas sufletul meu și de atunci toate vizitele, în orice anotimp, sunt tăcere și așteptare, ca și cum mi-ar fi fost promise revelații gata să mă salveze, trăiesc ore de melancolie dulce, mi se topește voința și nu știu singur ce ar fi mai bine, să urmez ispitele și să caut ce s-a păstrat sau să nu mă ating de nimic.” (Crai nou, 23 mai 2009)
Pan Solcan a urmat școala primară în Botoșana. Cursurile liceului le-a făcut la liceul „Ștefan cel Mare” din Suceava. Este licențiat în științe politice (la București).
Pan Solcan a locuit până în 1968 la Suceava. A fost ziarist la ziarul local și apoi corespondent regional al „României libere”. A lucrat și în instituții culturale, ca inspector pentru artă, metodist la Casa Regională a Creației Populare. Despre Suceava Pan Solcan a spus că: „Timp de trei decenii, biografia mea nu s-a desprins de Suceava. Aici am trăit ani de istorie fabuloasă, de răscoliri până la rădăcină, cu spaime și rătăciri, o istorie care refuza să ne ia în considerare, pe mine și pe prietenii mei, și care nu o dată ne-a adus până în pragul disperării. Am supraviețuit ca prin minune, și eu, și ei, iar timpul ce ar trebui povestit întunecă și acum, pe întinderi mari, viața ce s-ar fi cuvenit să fie a noastră și nu a fost. M-am desprins de Suceava printr-un efort dureros, lăsând pradă anii cei mai bogați în năzuințe și cei mai săraci în descoperiri ale drumului propriu. Anii cei mai chinuiți. Nu acea Suceavă a frustrărilor, a prostiei stăpână peste tot, a dușmăniei de care te izbeai la fiecare mișcare, nu această Suceavă mi-o amintesc, deși ea mi-a dominat existența, ci alta, cu totul alta, râvnită de sufletul meu și care s-a topit în el și nu s-a aflat decât acolo, fără să-și piardă farmecul până azi, spre ea mă reîntorc și în spațiul ei îi situez pe toți cei dragi, pentru că mai am rădăcini în Suceava și pomi în floare și anotimpuri ale rodului cuprinse ca într-o nesfârșită sărbătoare. Ce importanță are Suceava în biografia mea? Una capitală, deși nefastă. Dar pentru un romancier, experiențele, oricare ar fi fost ele, capătă alte semne, stă în puterea lui să le convertească după legi numai de el știute, substituind lumile unele altora, în speranța că va lua ființă un imperiu numai al său.” (Crai nou, 23 mai 2009)
Între 1968 și 1975 a lucrat în redacția centrală a ziarului „România liberă”, ca redactor, șef de secție și redactor-șef adjunct. Între 1975 și 1990 a făcut parte din redacția revistei „Tribuna României” (unde a fost un an și jumătate șef de secție, iar apoi redactor-șef adjunct). În 1984, până în 1985, a fost detașat în Redacția Publicațiilor pentru Străinătate (ca redactor-șef adjunct).

## Scrieri
Ca romancier, a debutat în „România literară”, nr. 12 din 23 martie 1978, cu un fragment din romanul Căderea, intitulat „Petrecerea”. Căderea a apărut la editura „Cartea Românească”, în 1980. A mai publicat, până în 1999, alte șapte romane: Umbra, Cartea Românească, 1982; Jocul, Albatros, 1984; Nostalgia, Cartea Românească, 1987; Vameșul ploilor, Albatros, 1987; Nu faceți case mai înalte ca arborii, Albatros, 1990; Strigătul, Cartea Românească, 1997; Străina, Albatros, 1999.
Pan Solcan a publicat în revistele: România literară, Contemporanul, Tribuna României, Cronica, Bucovina literară.